# Río Tweed

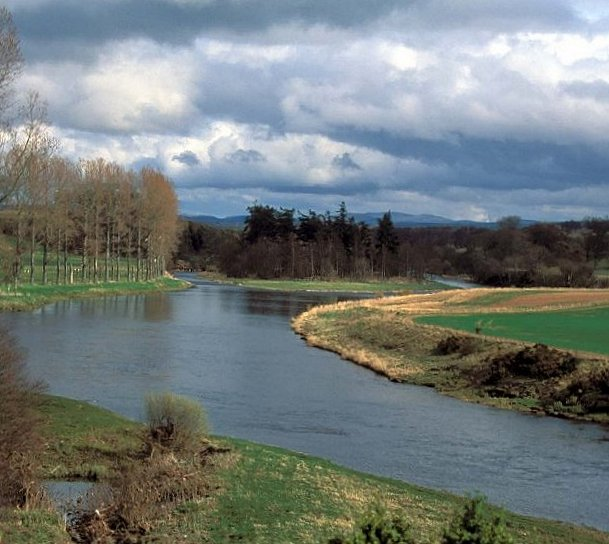
El río Tweed a su paso por Merton House.

El río Tweed (o Uisge Thuaidh en gaélico) es un río existente en el sur de Escocia, en el Reino Unido, que tiene una longitud total de 156 km, siendo el undécimo río por su longitud de todo el Reino Unido y el cuarto de Escocia. El río Tweed atraviesa completamente la región de los Scottish Borders. 
El río tiene su nacimiento en el lugar conocido como Tweed’s well, recogiendo y drenando las aguas de todo el conjunto de la zona de los Borders. La parte más baja de su curso es la que marca la frontera de Escocia con Inglaterra (concretamente con Northumberland) a lo largo de un total de 27 km, en las cercanías de la ciudad de Berwick-upon-Tweed. El río finaliza su curso en el mar del Norte. Por otra parte, el río Tweed es uno de los grandes ríos salmoneros de Escocia.
Las principales ciudades atravesadas por el Tweed desde su nacimiento hasta su desembocadura son Peebles, Galashiels, Melrose, Kelso, Coldstream y Berwick-upon-Tweed, lugar donde finalmente el río desemboca en el mar del Norte.
Los afluentes del río Tweed son los siguientes:
- Whiteadder Water
  - Blackadder Water
- Till
- Eden Water
- Teviot Water
- Leader Water
- Gala Water
- Ettrick Water
- Leithen Water
- Quair Water
- Eddleston
- Manor Water
- Lyne Water
- Holms Water